# Johann Baptist Ignaz von Waldstätten

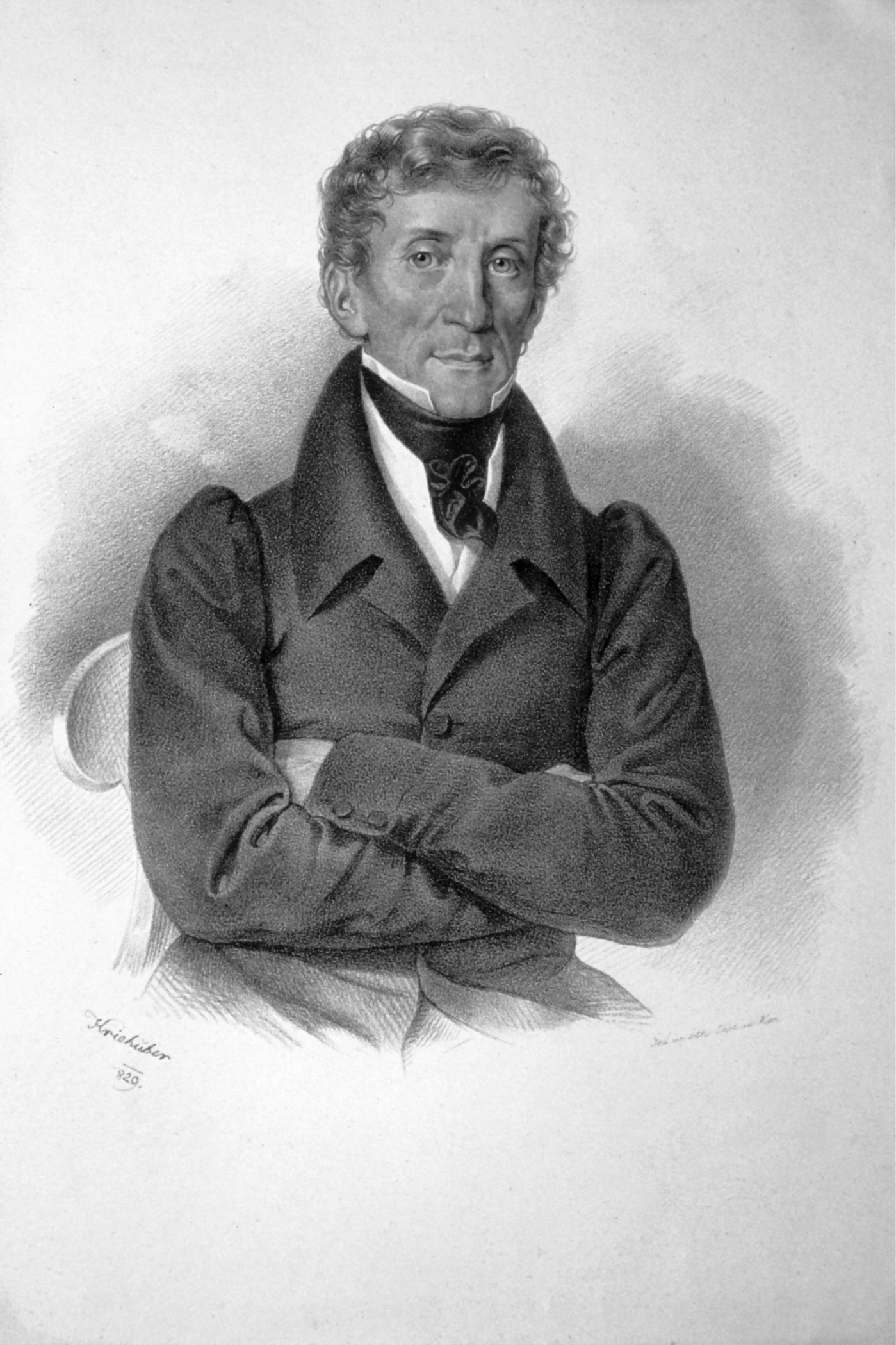
Johann Baptist Ignaz Freiherr von Waldstätten 1829

Johann Baptist Ignaz Freiherr von Waldstätten (* 2. August 1772 in Wien; † 30. April 1841 ebenda) war ein österreichischer Jurist, Kreishauptmann, sodann Hofrat und Polizeioberdirektor in Wien, schließlich ab 1832 bis zu seinem Tod Wirklicher Hofrat bei der niederösterreichischen Landesregierung.

## Biographie
Der älteste Sohn des Landrates Johann Baptist Freiherren von Waldstätten, wurde 1808 niederösterreichischer Landstand (im Ritterstand), danach 1824 Kreishauptmann des Viertels unter dem Wienerwald (Wien).
Am 24. Oktober 1829 wurde er zum Hofrat und Polizeioberdirektor in Wien ernannt.  Unter dem Eindruck der Julirevolution von 1830 wies er als Polizeidirektor zur Beschwichtigung auf das bekannte »Phlegma« des Österreichers hin, auf sein „kindliches Gemüt“ und das „lebhafte Gefühl des Gehorsams und Subordination“. Ohne Zweideutigkeit lobte der Ordnungsmann die „ungefärbte, naturwüchsige, unmittelbar aus tiefer Brust hervorquellende Loyalität“, die „patriotische Freudigkeit unverdorbener Kernnaturen“.
Seit dem 16. Februar 1832 bis zu seinem Tod war der Freiherr Wirklicher Hofrat bei der niederösterreichischen Landesregierung.
Johann Baptist heiratete am 10. September 1804 in der Wiener Karlskirche die Chirurgentochter Maria Anna Widerin (14. Juni 1775 in Krems an der Donau;  † 11. Dezember 1821 in Wien).

## Wappen

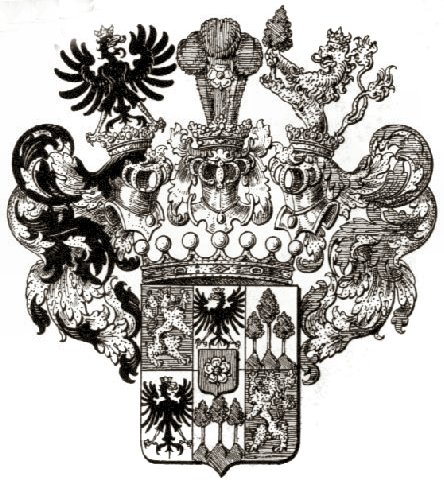
Wappen der Freiherren von Waldstätten 1834

Johann Baptist erhielt gemeinschaftlich mit seinem Bruder Franz Georg Dominik durch kaiserliche Entschließung zu Wien am 9. Oktober 1834, mit Diplom vom 9. Oktober desselben Jahres ebenda, im Präsidialwege die Prävalierung des bereits zuvor geführten österreichischen Freiherrenstandes (was rechtlich, wie sich aus den Adelsakten ergibt, eine Neuverleihung war) mit dem am 29. April 1754 verliehenen, gebesserten freiherrlichen Wappen seines Großonkels Dominik Josef. Hier wurden die Begnadeten unter Hinweglassung des alten Familiennamens „Hayek“ nur mit ihrem Prädikate „Freiherren von Waldstätten“ genannt.